# Ottone Visconti

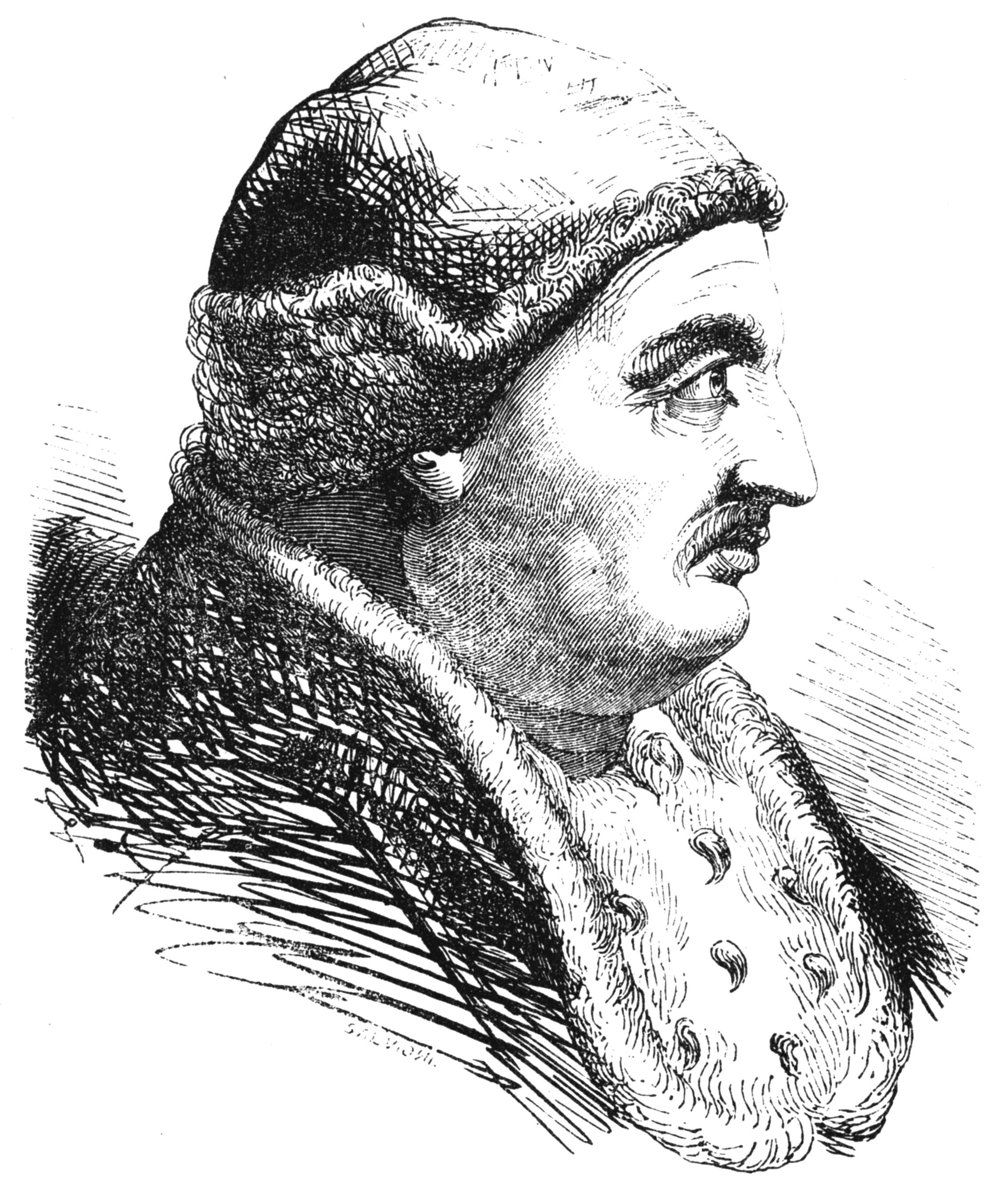
Ottone Visconti in een 19e-eeuwse tekening

Ottone Visconti (Invorio, 1208 – Chiaravalle, 9 augustus, 1295) was aartsbisschop van Milaan, lid van de Visconti-familie en de grondlegger van de heerschappij van dit huis in Milaan en Lombardije.

## Levensloop
Otto, geboren in een dorp gelegen tussen de Simplonpas en de Lago Maggiore, stelde zich in de dienst van kardinaal Octavianus Ubaldini, die hem meenam naar het hof in Rome en op zijn reizen als ambassadeur. Otto ontwikkelde hiermee niet alleen zijn talenten, maar ook zijn ambities.
Op 22 juli 1262 koos paus Urbanus IV hem, op verzoek van Octavianus, tot aartsbisschop van Milaan, tegen de wil in van de familie della Torre, heren van Milaan, die deze zetel bestemde voor Raimondo della Torre, de bisschop van Como. De heerser van het ogenblik, Martin della Torre verbood aan Visconti de toegang tot de stad en verhinderde hem de minste inkomst uit goederen in de streek van Milaan.
Hiermee nam de strijd een aanvang. Visconti verzamelde alle vijanden van de della Torres en veroverde Arona op het Maggioremeer. Hij werd echter weldra verjaagd door Martin della Torre, terwijl Napoleon della Torre de jacht op aanhangers van Visconti op bloedige wijze verder zette doorheen heel het Milanees gebied. Paus Gregorius X wierp de della Torres en de ganse stad Milaan in de ban, maar tevergeefs. Otto Visconti moest zich in de clandestiniteit ophouden.
In 1276 keerden de kansen. De della Torres waren zo wreedaardig te werk gegaan dat ze zich heel wat nieuwe vijanden hadden gemaakt en velen sloten zich bij het groeiende leger van Otto aan. Eerst ging het hem nog niet voor de wind. Zijn neef Theobald en de graaf van Langusco werden gevangengenomen en onthoofd. Maar nog datzelfde jaar sloot de stad Como bij hem aan, en kon hij zich meester maken van Leno en van verschillende versterkte burchten.
Toen kwam het treffen in Desio op 21 januari 1277. Otto kon Napoleon della Torre en talrijke familieleden gevangennemen na een hardnekkige strijd. De Milanezen kwamen in opstand tegen de della Torres en gingen het kapiteinschap over de stad aan de aartsbisschop gaan aanbieden. Hij aanvaardde en nam de leiding over de stad. Meteen decreteerde hij een algemene amnestie en verbood elke wraakneming.
Hiermee was de vrede nog niet hersteld. Gaston della Torre zette de strijd verder. Om zich hiertegen te wapenen sloot Otto een bondgenootschap met de machtige markies van Montferrat. Op korte termijn was dat gunstig, maar weldra bleek dat Montferrat zelf Milaan wilde inpalmen. Otto maakte gebruik van een reis van Montferrat naar Vercelli om zijn leger te ontwapenen en hem de verdere toegang tot Milaan te verbieden.
Op hoge leeftijd trok Otto zich terug in Chiaravalle en liet de stadsheerschappij over aan zijn achterneef Matteo I Visconti die hij tot 'kapitein van het volk' benoemde voor Milaan, Novara en Vercelli. In 1294 liet hij Matteo door Adolf van Nassau benoemen tot keizerlijk plaatsvervanger ('vicarius') voor Lombardije.